# Pork and Burns
Pork and Burns, llamado Puerco y Burns en Hispanoamérica y El cerdo de Burns en España, es un episodio perteneciente a la vigesimoctava temporada de la serie animada Los Simpson, emitido originalmente el 8 de enero de 2017 en EE.UU. El episodio fue dirigido por Matthew Nastuk y escrito por Rob LaZebnik.

## Sinopsis
Todo comienza cuando los Simpson van a una tienda de autoservicio, ahí, Marge encuentra un libro de cómo vivir un estilo de vida japonés, el cual lee, y decide que quiere hacer eso. Lo que significa desechar objetos que ya no les trajeran alegría; Homer estaba en contra de eso, pero Marge sí haría eso; inició con una tapa, que Homer quería.
A Bart no había nada que no le trajera alegría. Lisa 3 muñecas de Stacy Malibú. Marge calcetines. Homer no quería deshacerse del cerdo araña. Solo le daría un nuevo hogar. Lisa se despidió de todo, y se enteró de que su saxofón ya no le traía alegría. Una vez que fue a la planta nuclear dejó como reemplazo al cerdo. Después de ir a una fiesta el cerdo se enfermó y Montgomery Burns y Smithers se ofrecieron a atenderlo.
Después el cerdo se curó, Montgomery Burns se quiso quedar con él. Homer, al enterarse de esto, quiso recuperarlo, lo cual logra.
Lisa también recuperó su saxofón.